# Manilkara napali
Manilkara napali är en tvåhjärtbladig växtart som beskrevs av Pieter van Royen. Manilkara napali ingår i släktet Manilkara och familjen Sapotaceae. Inga underarter finns listade i Catalogue of Life.